# 轿子岩
轿子岩位于中国广西壮族自治区桂林市秀峰区甲山街道唐家村附近的轿子山东南麓，洞口朝向东南，内分为主洞和支洞。洞内有古文化堆积层，主要分布在主洞。

## 轿子岩洞穴遗址
1980年曾对该洞进行发掘，发现其文化堆积层厚度约为1米，含有大量柴草灰和螺蚌胶结土，并出土屈肢蹲葬人骨一具，打制砾石石器及半成品10余件，双孔蚌刀1件，骨锥1件，并有鹿、麂、猪、猕猴、竹鼠、豪猪等哺乳动物标本及螺、蚌、龟、鳖、鱼等水生动物骨片。该遗迹属新石器时代早期遗址，保存比较完整。